# نوب ليك (ميزوري)
نوب ليك (بالإنجليزية: Knob Lick)‏ هي إحدى المجتمعات الفردية (غير مصنفة) في ولاية ميزوري في الولايات المتحدة الأمريكية.